# Bitwa pod Civitate
Bitwa pod Civitate – starcie zbrojne, które miało miejsce 17 czerwca 1053 r. w pobliżu Civitella del Fortore (okolice dzisiejszego San Paolo di Civitate) w południowo-wschodniej Italii, należącej wówczas do Bizancjum, pomiędzy Normanami a koalicją wojsk papieża Leona IX, składającą się z wojsk italskich, szwabskich oraz Longobardów.

## Tło konfliktu
Od roku 1040, kiedy to Normanowie – sześciu synów Tankreda de Hauteville – zajęli apulijskie miasto Melfi, ich księstwo rosło w siłę, kosztem posiadłości bizantyjskich. Zarówno Henryk III jak i papież Leon IX początkowo udzielali im swojego poparcia, licząc na osłabienie Bizancjum. Nieoczekiwane sukcesy Normanów, którzy w kolejnych latach opanowali kolejne księstwa longobardzkie i zepchnęli siły Bizancjum do Kalabrii, okazjonalnie wyprawiając się pod sam Rzym, wymusiły reakcję cesarza i papieża. W 1053 roku Leon IX, wsparty posiłkami niemieckimi, wyruszył na południe. Przed bitwą papież udzielił milites pełnego odpuszczenia grzechów, ogłaszając świętą wojnę. 

## Bitwa
17 czerwca 1053 roku wojsko papieskie, do którego dołączyły posiłki od cesarza Henryka, czekały na dołączenie armii bizantyjskiej pod Civitate. Zostały one zaatakowane z zaskoczenia i rozbite przez siły Normanów.

## Konsekwencje
W następstwie bitwy papież Leon IX dostał się do niewoli.